# إي. كارلتون سبراغ
إي. كارلتون سبراغ هو سياسي أمريكي، ولد في 28 نوفمبر 1822 في Bath, New Hampshire ‏ في الولايات المتحدة، وتوفي في 14 فبراير 1895 في بوفالو في الولايات المتحدة. نشط حزبياً في الحزب الجمهوري. وقد انتخب عضو مجلس ولاية نيويورك ‏.